# St. Marien (Rastede)
St. Marien ist eine römisch-katholische Filialkirche der niedersächsischen Gemeinde St. Vinzenz Pallotti. Sie steht unter dem Patrozinium der Gottesmutter Maria und gehört zum Dekanat Oldenburg im Bistum Münster. Das Gotteshaus in Rastede ist eine Saalkirche im Stil der Moderne und bietet 200 Gläubigen Platz. 

## Geschichte
Schon seit mehreren Jahrhunderten gab es eine Kirche in Rastede. Die Einwohnerzahl der Kleinstadt wuchs nach dem Zweiten Weltkrieg vor allem wegen der vielen Vertriebenen und Ostflüchtlinge stark an, so dass auch ca. 1.600 Menschen katholischen Glaubens in dieser Region eine neue Heimat fanden. Die Gottesdienste mit einem eigenen Seelsorger wurden ab 1946 meistens in der evangelischen Kirche in Rastede gefeiert.
Für ein eigenes Gotteshaus erwarben die Katholiken 1949 ein 4.000 Quadratmeter großes Grundstück an der heutigen Eichendorffstraße. Am 21. August 1950 erfolgte der erste Spatenstich und am 21. Oktober 1950 das Richtfest für den Bau von St. Marien. Bettelpredigten und -briefe sorgten für die finanzielle Absicherung.
Der Architekt Otto Dobrinkat (Rastede) baute das schlichte Backsteingebäude mit Glockenturm nach dem Vorbild der Dominikanerkirche Füchtel in Vechta. Nach einem Umbau und einer Erweiterung 1990/91 hat das Gotteshaus eine Länge von 28 und eine Breite von 11 Metern.
Aus dem 1946 gegründeten Seelsorgebezirk Rastede wurde 1987 eine selbständige Pfarrei. 2008 erfolgte die Umwandlung von St. Marien (Rastede) in eine Filialkirche der fusionierten Pfarrei St. Vinzenz Pallotti, zu der neben der Hauptkirche St. Marien (Bad Zwischenahn) auch die Filialkirche St. Vinzenz Pallotti (Edewecht) gehört. Zur Prävention von sexuellem Missbrauch von Kindern und Jugendlichen erarbeitete 2022 eine Steuerungsgruppe im Auftrag des Pfarreirates ein institutionelles Schutzkonzept, das alle fünf Jahre überprüft und bei Bedarf modifiziert wird.
Am 1. Januar 2024 schlossen sich die drei Oldenburger Pfarren St. Josef, St. Willehad und St. Marien sowie St. Vinzenz Pallotti (Bad Zwischenahn) und vier Kirchengemeinden aus benachbarten Landkreisen zusammen zum Katholischen Kirchenverband „Pastoraler Raum Oldenburg-Delmenhorst“ mit Sitz in Oldenburg.

## Glocken
Im 18 Meter hohen Turm von St. Marien hängen die folgenden zwei Bronzeglocken, die mit dem Geläut der benachbarten St.-Ulrichs-Kirche abgestimmt wurden und die Inschrift „Maria, Königin des Friedens, bitte für uns.“ tragen.
- Glocke 1: Schlagton: ges; Gewicht: 16 Zentner; Gießer: Otto (Hemelingen) 1951
- Glocke 2: Schlagton: as; Gewicht: 12 Zentner; Gießer: Otto (Hemelingen) 1951[5]

## Orgel
Die Firma Alfred Führer (Wilhelmshaven) baute 1951 die Kirchenorgel (II+P/12) und führte 1969 eine Generalüberholung und Erweiterung sowie 1982 und 1996 Reinigungen durch. Eine weitere Generalüberholung und eine Reinigung erfolgten 2012 durch die Firma Ostfriesischer Orgelservice (Wiesmoor), die 2015 auch die Windladen erneuerte und das Instrument überholte.
Die Orgel besitzt ein Hauptwerk (C–f3), ein Oberwerk (C–f3) und ein Pedal (C–d1). Sie hat 12 Register und mechanische Schleifladen.